# Nephrodium purpurascens
Nephrodium purpurascens là một loài thực vật có mạch trong họ Dryopteridaceae. Loài này được (Blume) Hook. miêu tả khoa học đầu tiên năm 1862.